# Vitaly Mansky
Vitaly Mansky (2 de dezembro de 1963) é um diretor de cinema russo.